# الشواحطة
الشواحطة قرية سعودية، تتبع لمحافظة الطائف التابعة لإمارة منطقة مكة المكرمة.

## القرية
تبعد القرية عن محافظة الطائف حوالي 35 كيلو مترا باتجاه الجنوب، نوع الطريق أسفلت 30 كم وطريق سهل بمسافة 5 كم. أقرب مدينة أو قرية بها مركز وخدمات صحية هو الريع الذي يبعد عن القرية 10 كم. خدمات التعليم: مدرسة الصريرات الابتدائية ومدرسة الصريرات المتوسطة ومدرسة الصريرات الثانوية (بنات). الخدمات العامة: كهرباء عامة وخدمة بلدية وخدمة بريد وبث تلفزيوني